# Guo Xi

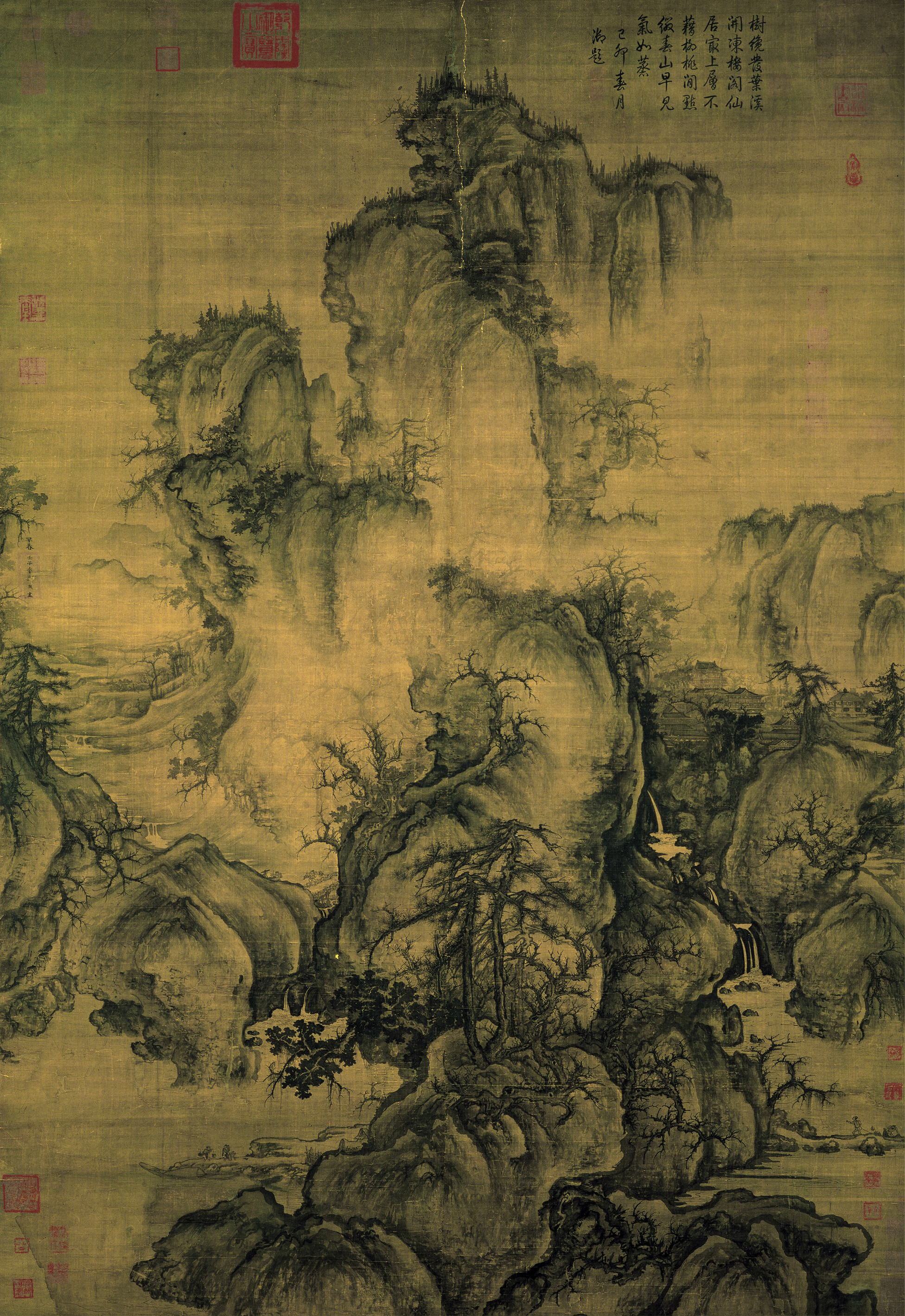
Guō Xī: Vorfrühling, 1072

Guō Xī (chinesisch 郭熙, Pinyin Guō Xī, W.-G. Kuo Hsi; * 1020 im Kreis Wen (Provinz Henan); † 1090 Kaifeng) war ein chinesischer Landschaftsmaler  der nördlichen Song-Dynastie.

## Leben
Nach einer Ausbildung bei Li Cheng war Guō als Hofmaler an der Akademie des Song-Kaisers Shenzong tätig, der Guōs Stil sehr schätzte. Dessen 1085 auf den Thron gekommener Nachfolger Zhezong legte indes größeren Wert auf naturalistische, möglichst objektgetreue Malerei und konnte insofern mit den bisweilen fast phantastisch wirkenden Bildern Guō Xīs weniger anfangen. In der Folge sank daher der Stern des Künstlers, seine Werke wurden aus den öffentlichen Sammlungen entfernt und teilweise vernichtet, weshalb sie heute nur noch in vergleichsweise geringer Zahl erhalten sind.

## Malerisches Werk
In seinen Gemälden entwickelte Guō die Perspektive fort, indem er etwa entferntere Landschaftsteile blasser und heller malte als näher am Betrachter gelegene. Auf ihn geht auch die damals neuartige Technik zur Erzeugung einer aus „Höhenferne“, „Tiefenferne“ und „Weitenferne“ bestehenden multiplen Perspektive zurück, die er „totaler Blickwinkel“ nannte. Charakteristisch für seine Landschaften sind die typischen, als „Krebsscherengezweig“ bezeichneten Baumdarstellungen. Insgesamt geben die genannten Techniken den Bildern Guō Xī ein bisweilen recht fantastisches Gepräge. Zu den bekanntesten Werken des Künstlers zählen Herbst im Flusstal sowie Vorfrühling aus dem Jahr 1072.

## Kunsttheorie
Daneben war Guō als Kunsttheoretiker tätig und verfasste insbesondere das Traktat Die erhabene Schönheit von Wald und Strom. Er vertrat die Auffassung, der Betrachter eines Gemälde müsse den Eindruck haben, an Ort und Stelle zu sein, sich in der gemalten Landschaft bewegen zu können wie in der Wirklichkeit. Hierzu müsse der Künstler Geist und Wesenszüge der Objekte einfangen. Auch entwickelte Guō ein ausgesprochen detailliertes System idiomatischer Pinselstriche, das großen Einfluss auch auf spätere Malergenerationen haben sollte.